# Grito de Asencio
El Grito de Asencio o la Admirable Alarma fue la decisión tomada por criollos de la Banda Oriental el 28 de febrero de 1811 a orillas del arroyo Asencio, al suroeste de Mercedes (Uruguay), de emprender las primeras acciones revolucionarias contra las autoridades realistas españolas de Montevideo, adhiriendo a la Junta de Buenos Aires.

## Antecedentes
Un gran puñado de orientales, cansados ya de humillaciones, habían decretado su libertad en la villa de Mercedes (...) y la primera voz de los vecinos orientales que llegó a Buenos Aires fue acompañada de la victoria del 28 de febrero de 1811: día memorable que había señalado la Providencia para sellar los primeros pasos de la libertad en este territorio, y día que no podrá recordarse sin emoción, cualquiera que sea nuestra suerte
José Gervasio Artigas

. 
El «Grito de Asencio» fue el triunfo de los orientales en armas dirigidos por Venancio Benavídez y Pedro Viera frente a los españoles. Este hecho militar implicó la desobediencia al poder españolista impuesto desde Montevideo, permitió la toma de la villa de Mercedes y Santo Domingo de Soriano por los rebeldes que apoyaban el pronunciamiento de la Junta de Buenos Aires, configurando la "admirable alarma", el comienzo de la Revolución Oriental en la campaña.
La crisis política en España por la invasión napoleónica desde 1808 había debilitado el poder de este imperio en América. Hacia 1810 la instalación del Consejo de Regencia en la península agravó los conflictos en la región del Plata. En la capital del virreinato del Río de la Plata, Buenos Aires, el virrey perdió apoyo militar, de comerciantes, letrados, sacerdotes y propietarios importantes de la ciudad. Estos cuestionaron la autoridad del nuevo gobierno en España, cesaron al virrey Cisneros y establecieron una Junta. En junio de 1810, se solicita el reconocimiento de la Junta al Cabildo Abierto de Montevideo, quien la rechaza y jura fidelidad al Consejo de Regencia. Esta actitud de Montevideo se explica por el predominio en la ciudad de militares y marineros españoles, y por la rivalidad comercial y portuaria con Buenos Aires. Mientras, en la campaña oriental, los pueblos que se encontraban bajo la jurisdicción montevideana acataron la resolución de la ciudad (ej.: Villa de Guadalupe); los de la jurisdicción bonaerense apoyaron la junta revolucionaria, pero fueron presionados por el gobierno de Montevideo para no reconocerla oficialmente (ej.: Maldonado). Así comienza un proceso de división en el territorio oriental entre la ciudad españolista y la campaña revolucionaria.
En enero de 1811 Elío llega a Montevideo desde España con el título de Virrey, y desde ese momento inicia los preparativos para declarar la guerra a Buenos Aires, lo que hará el 12 de febrero. Para ello toma una serie de medidas fiscales que le permitan hacerse de recursos: regularización de títulos de propiedad de tierras para el pago de la contribución, solicitud de donativos patrióticos, impuestos a las importaciones de cuero, tabaco, control del contrabando permitiendo el comercio sólo a buques autorizados y a través de intermediarios nacionales. Estas medidas perjudicaban a hacendados, comerciantes, barraqueros y navieros en su actividad mercantil que venía decayendo por la situación de crisis y el control español del comercio, ya que impedía el comercio con los ingleses. A estas medidas fiscales se suman los empréstitos forzosos al clero, empleados, propietarios, artesanos, hacendados, comerciantes, y el uso de la fuerza para coaccionar a los pueblos a reconocer la autoridad de Montevideo. En consecuencia, algunos jefes militares al servicio del gobierno español, pero con gran asidero en la campaña oriental, se pasan al bando revolucionario, como es el caso de José Artigas el 15 de febrero de 1811, quien abandonó la guarnición realista de Colonia del Sacramento y se puso bajo las órdenes del gobierno de Buenos Aires, que le ordenó retornar a la Banda Oriental con auxilios para los levantamientos en la campaña.
Pero los preparativos revolucionarios habían comenzado en diciembre de 1810, cuando el alférez Justo Correa fue enterado de la posible presencia de tropas porteñas en el territorio de la Banda Oriental. Inmediatamente dio paso a la convocatoria a desertores y paisanos a levantarse en armas. Desde todos los rincones se movilizaron los hombres, acudiendo al llamado de los caudillos locales. En enero de 1811 Pedro José Viera, conocido como Perico El Bailarín, se sumó al llamado de Correa con veintiocho hombres. En febrero le siguió Venancio Benavides.
El día 24 de febrero llegó la esperada noticia, la declaración de guerra por parte de Buenos Aires. Ya para el 26 los patriotas, ocultos en un bosque sobre el arroyo Asencio en el actual Departamento de Soriano, llegaban a unos trescientos.

## El Grito
El 27 de febrero el contingente de revolucionarios comandado por Pedro José Viera decidió emprender las primeras acciones. Al día siguiente tomó la cercana población de Mercedes y Santo Domingo Soriano.
Con Benavídes al mando de las tropas, los revolucionarios capturaron luego las poblaciones de El Colla, actual Rosario, el 20 de abril y San José, el 25 de abril. El 26 de mayo sitiaron Colonia del Sacramento, que cayó una semana después.
El incipiente movimiento recibió un fuerte impulso con la incorporación de Artigas, que prontamente se convirtió en el líder de la revolución en la Banda Oriental.

## Monumento a la Admirable Alarma
En el parque Asencio, lugar donde se desarrollaron los hechos del 28 de febrero de 1811, se levanta actualmente el monumento a la Admirable Alarma con el escudo de Uruguay y los escudos departamentales de todo el país, hechos en hormigón. En ellos hay tierra de cada uno de los departamentos. El lugar se encuentra a unos 10 km de la ciudad de Mercedes.